# Eupithecia peckorum
Eupithecia peckorum är en fjärilsart som beskrevs av Heitzman och Enns 1977. Eupithecia peckorum ingår i släktet Eupithecia och familjen mätare. Inga underarter finns listade i Catalogue of Life.